# 丸島町 (尼崎市)
座標: 北緯34度42分24.9秒 東経135度22分51.1秒 / 北緯34.706917度 東経135.380861度
丸島町（まるしまちょう）は、兵庫県尼崎市にある町丁。丁目はない。郵便番号は660-0086。

## 地理
東は大浜町、西は西宮市上田東町・東鳴尾町、南は平左衛門町、北は元浜町と隣接している。

## 交通
鉄道・バス共に走っていない

## 校区
出典:
| 区域 | 小学校         | 中学校     |
| ---- | -------------- | ---------- |
| 全域 | わかば西小学校 | 大庄中学校 |

## 施設
ほとんどの場所で工場地帯である
- 杉本食堂